# Kleingebiet Mohács

Lage des Kleingebiets Mohács (rot) im Komitat Baranya

Das Kleingebiet Mohács (ungarisch Mohácsi kistérség) war bis Ende 2012 eine ungarische Verwaltungseinheit (LAU 1) innerhalb des Komitats Baranya in Südtransdanubien und bestand aus 43 Ortschaften. Im Zuge der Verwaltungsreform von 2013 wurden die Gemeinden des Kleingebiets aufgeteilt auf den Kreis Mohács (ungarisch Mohácsi járás) (26 Gemeinden) und den neu geschaffenen Kreis Bóly (ungarisch Bólyi járás) (16 Gemeinden), die Gemeinde Geresdlak wurde dem Kreis Pécsvárad (ungarisch Pécsváradi járás) zugeordnet.
Auf einer Fläche von 846,29 km² lebten 47.587 Einwohner (Ende 2012). Der Verwaltungssitz war in der Stadt Mohács (17.738 Ew.). Zweitgrößte Ortschaft im Kleingebiet war die Stadt Bóly mit 3.974 Einwohnern.

## Ortschaften
Diese 43 Ortschaften gehörten zum Kleingebiet Mohács:
| Babarc         | Bár         | Belvárdgyula  | Bezedek     | Bóly         |
| Borjád         | Dunaszekcső | Erdősmárok    | Feked       | Geresdlak    |
| Görcsönydoboka | Hásságy     | Himesháza     | Homorúd     | Ivándárda    |
| Kisbudmér      | Kisnyárád   | Kölked        | Lánycsók    | Lippó        |
| Liptód         | Majs        | Maráza        | Máriakéménd | Mohács       |
| Monyoród       | Nagybudmér  | Nagynyárád    | Olasz       | Palotabozsok |
| Pócsa          | Sárok       | Sátorhely     | Somberek    | Szajk        |
| Szebény        | Szederkény  | Székelyszabar | Szűr        | Töttös       |
| Udvar          | Véménd      | Versend       |             |              |